# Tours-en-Savoie
Tours-en-Savoie é uma comuna francesa na região administrativa de Auvérnia-Ródano-Alpes, no departamento de Saboia. Estende-se por uma área de 15,37 km². Em 2010 a comuna tinha 946 habitantes (densidade: 61,5 hab./km²).